# Distrito de Žarnovica
El distrito de Žarnovica (en eslovaco Okres Žarnovica) es una unidad administrativa (okres) de Eslovaquia Central, situado en la región de Banská Bystrica, con 27 634 habitantes (en 2003) y una superficie de 426 km².

## Demografía
| Año        | 1994   | 2004    | 2014    | 2024    |
| ---------- | ------ | ------- | ------- | ------- |
| Población  | 27 920 | 27 381  | 26 732  | 24 463  |
| Diferencia |        | −1,93 % | −2,37 % | −8,48 % |

| Año        | 2023   | 2024    |
| ---------- | ------ | ------- |
| Población  | 24 668 | 24 463  |
| Diferencia |        | −0,83 % |

## Ciudades
- Nová Baňa 7364
- Žarnovica (capital) 6284

## Municipios (población año 2017)
- Brehy 1046
- Hodruša-Hámre 2195
- Horné Hámre 644
- Hrabičov 574
- Hronský Beňadik 1166
- Kľak 198
- Malá Lehota 860
- Orovnica 562
- Ostrý Grúň 499
- Píla 139
- Rudno nad Hronom 531
- Tekovská Breznica 1229
- Veľká Lehota 1090
- Veľké Pole 400
- Voznica 653
- Župkov 858